# Gasthausstraße 31 (Mönchengladbach)

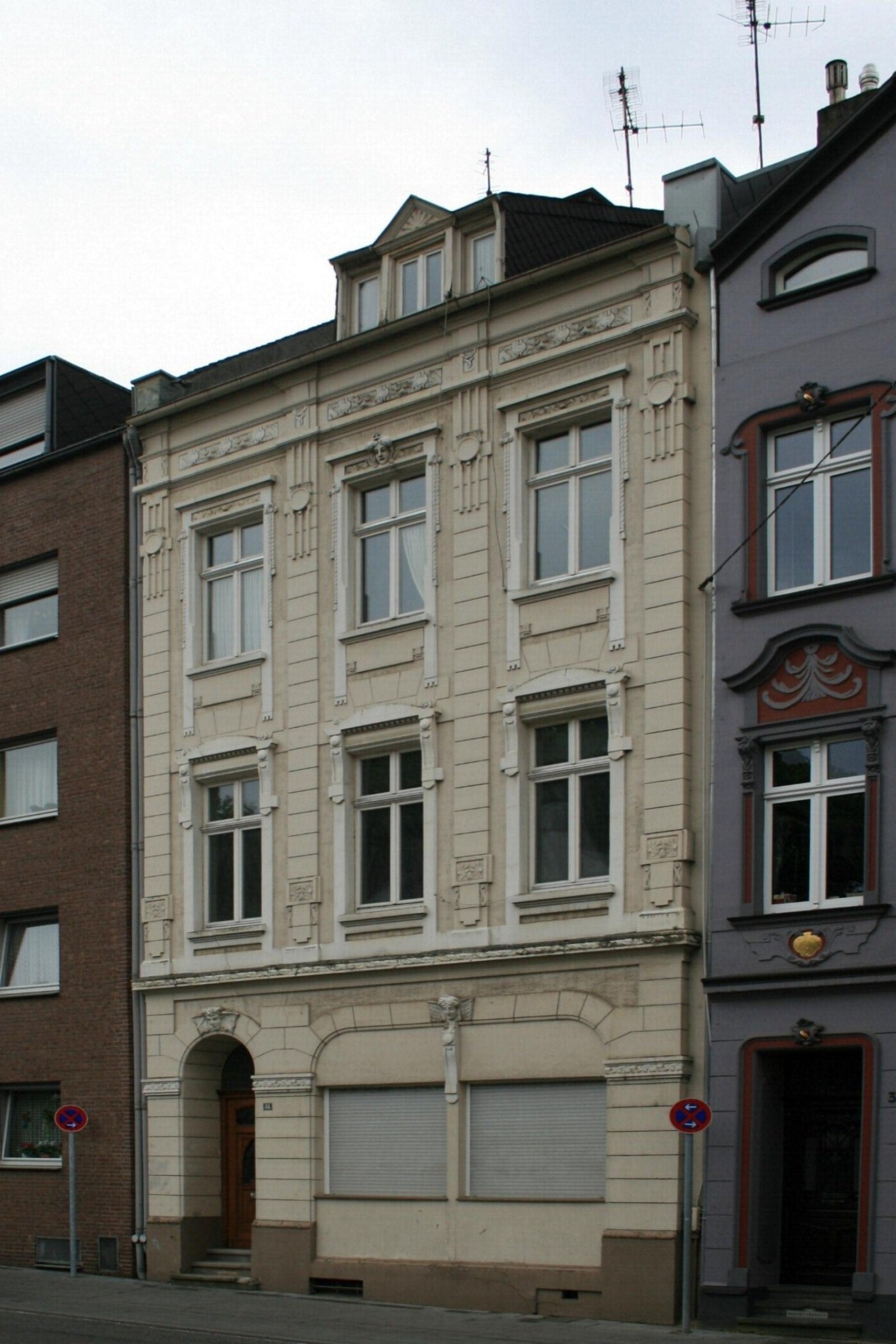
Wohnhaus (2010)

Das Wohnhaus Gasthausstraße 31 steht in Mönchengladbach (Nordrhein-Westfalen) im Stadtteil Gladbach.
Das Gebäude wurde um die Jahrhundertwende erbaut. Es ist unter Nr. G 030 am 15. Dezember 1987 in die Denkmalliste der Stadt Mönchengladbach eingetragen worden.

## Architektur
Die Gasthausstraße liegt innerhalb des historischen Stadtkerns unmittelbar am Ring der alten Stadtmauer. Das Haus Nr. 31 liegt in einer weitgehend intakten historistischen Häusergruppe der Nummern 27, 33, 35, 37, und 39.
Um die Jahrhundertwende erbautes Dreifensterhaus in drei Achsen und drei Geschossen mit flach geneigtem Satteldach. Die Fassade ist in freien Zierformen des Jugendstils gestaltet.